# Kärsa
Kärsa är en ort i Estland. Den ligger i Ahja kommun och landskapet Põlvamaa, i den sydöstra delen av landet, 190 km sydost om huvudstaden Tallinn. Kärsa ligger 59 meter över havet och antalet invånare är 117.
Terrängen runt Kärsa är platt. Runt Kärsa är det glesbefolkat, med 9 invånare per kvadratkilometer. Närmaste större samhälle är Põlva, 14,1 km söder om Kärsa. I omgivningarna runt Kärsa växer i huvudsak blandskog.